# 弓岡真美
弓岡 真美（ゆみおか まみ、1970年9月15日 - ）は、おニャン子クラブの会員番号34番としてデビューした日本の元タレント。千葉県船橋市出身。身長154cm。体重42kg。

## 来歴・人物
- 1986年1月10日に『夕やけニャンニャン』のオーディションに合格し、おニャン子クラブの会員番号34番として芸能活動をスタートさせる。（ただし合格時は中学生であったため、中学卒業後の1986年3月14日より『夕やけニャンニャン』へのテレビ出演をしている。）また、オーディションには岡本貴子と同時に合格している。

- 「テレビで『夕やけニャンニャン』を見ていて、画面に映るおニャン子クラブが学校のクラブ活動みたいで楽しそう」と思い、オーデションを受け合格したが、おニャン子クラブに入った直後から、グループ内での派閥抗争に巻き込まれ、浮いた存在になってしまったこともあり、「おニャン子クラブ時代にはあまり良い思い出もなく、したたかな人の方が生き残れる世界」と、解散した後のインタビューで答えている。事実、番組内の卒業式では岡本貴子と高畠真紀は別れを惜しむメンバーに囲まれたのに対し、弓岡を取り巻くメンバーはほとんどいなかった場面が見られた。

- 1986年12月25日に夕やけニャンニャンの番組内で行われた第3回卒業式にて、岡本貴子、高畠真紀と共におニャン子クラブを卒業する。

- 卒業後も芸能活動を続けるも、芸能界を引退し病院へ勤務する。

- 1995年に結婚し、2児の母で専業主婦である。

- 2002年のおニャン子クラブ再結成には参加している。